# Milowice (gmina)
Milowice – dawna gmina wiejska, istniejąca przejściowo w drugiej połowie 1915 roku na okupowanym Zagłębiu Dąbrowskim podczas I wojny światowej. Siedzibą władz gminy była wieś Milowice (obecnie dzielnica Sosnowca).
Gmina Milowice została utworzona 2 sierpnia 1915 w powiecie będzińskim przez niemieckie władze okupacyjne z miejscowości Milowice po zniesieniu gminy Gzichów, należącej uprzednio do Królestwa Polskiego pod zaborem rosyjskim.
Gmina Milowice należała wraz miastami Sosnowiec i Będzin oraz gminami wiejskimi Czeladź, Grodziec i Modrzejów do okręgu policyjnego Sosnowice, dla którego ustanowiono 12 września 1915 specjalny urząd policyjny pod nazwą „Dyrekcja Policji Cesarskiej dla obszaru przemysłowego powiatu Będzińskiego w Sosnowicach“ w gmachu urzędu powiatowego w Sosnowcu przy ulicy Dytlowskiej.
Według spisu jednostek administracyjnych, gmina Milowice stanowiła jedną z 21 (18 wiejskich) gmin powiatu będzińskiego i składała się z samych Milowic.
Gmina Milowice przetrwała jedynie trzy miesiące. 1 listopada 1915, powołując się na dobro społeczne, okupant włączył ją wraz z kopalnią (a także gminę Modrzejów) do miasta Sosnowca.